# Hrvatsko Selo (Novi Sad)
Hrvatsko Selo (Kroatendorf) je bilo bivše naselje od kojeg je nastao današnji Novi Sad, uz Racku Varoš (Ratzenstadt). Od tih je naselja nastao današnji Novi Sad.
Nalazilo se malo dalje od dunavske obale, otprilike na mjestu gdje su danas porušeni stubovi željezničkog mosta i bulevar cara Lazara, kod današnjeg Urbisa/Informatike i studentskih domova, na lijevoj, bačkoj strani Dunava. U selu su bile dvije ulice.
Na najstarijem zemljovidu gdje se vidi Hrvatsko Selo jest stari zemljovid Petrovaradinske tvrđave iz 1716. godine. Hrvatsko Selo vezivao je s Petrovaradinom jedan most, koji je bio otprilike na mjestu bivše pivovare. Kroz ulicu koja se zvala Švapsko selo dalje prema bačkoj strani stizalo se u Hrvatsko Selo. 
Iza Hrvatskog Sela bila je šira suha greda koja se protezala prema istoku duž Dunava sve do Kaća. Na sjevernoj strani te suhe grede širila se velika močvara koja se prema Rackoj Varoši znatno sužavala. Preko te močvare je u varoš vodio manji mostić kojim se ulazilo u Racku Varoš.